# Нашуа (Минесота)
Нашуа (енгл. Nashua) град је у америчкој савезној држави Минесота.

## Демографија
По попису из 2010. године број становника је 68, што је 1 (-1,4%) становника мање него 2000. године.
| Група             | 2000.      | 2010.      |
| Белци             | 62 (89,9%) | 58 (85,3%) |
| Афроамериканци    | 0 (0,0%)   | 0 (0,0%)   |
| Азијати           | 0 (0,0%)   | 0 (0,0%)   |
| Хиспаноамериканци | 4 (5,8%)   | 10 (14,7%) |
| Укупно            | 69         | 68         |